# Kamoto
Kamoto ist ein Ort etwa zehn Kilometer südwestlich der Stadt Kolwezi im Kupfergürtel der Provinz Katanga in der Demokratischen Republik Kongo. Bekannt ist Kamoto vor allem als Bergbaugebiet, namentlich vertreten durch seine fünf Tagebaue bzw. Untertagebaue „Kamoto Principal“, „Kamoto Nord“, „Kamoto Ost“, „K.O.V.“ (Kamoto Oliveira Virgule) und „Mupine“, die seit den 1950er Jahren betrieben wurden und heute teilweise stillgelegt sind.
Hauptsächlich abgebaute Rohstoffe waren und sind Kupfer-, Cobalt- und Uran-Erze.

## Geologie
Das Hauptcharakteristikum der Mineralisation in Katanga ist ein Reichtum an dolomitischem Gestein und intensive tektonische Durchmischung. Die starke Tektonik mit überkippten Falten, Säulen, Frakturen und Verschiebungen bewirkte eine Remobilisierung bereits abgesetzter Mineralien durch zirkulierende Wässer, wodurch der hohe Grad an Sekundärmineralisation resultiert. Die Minerale aus der Provinz Katanga, insbesondere aus Kamoto, sind häufig reich an Seltenen Erden. Die Verteilung der Mengenanteile ändert sich dabei geologisch von Ost nach West. In Shinkolobwe finden sich eher die schwereren Elemente (Gadolinium, Terbium), wohingegen Minerale von Kamoto Ost eher Neodym und Cer enthalten. Man nimmt an, dass die vorhandenen Seltenen Erden in den Sekundärmineralen aus primärem Uraninit stammen, der diese als Spurenelemente enthielt.

## Kamoto Principal

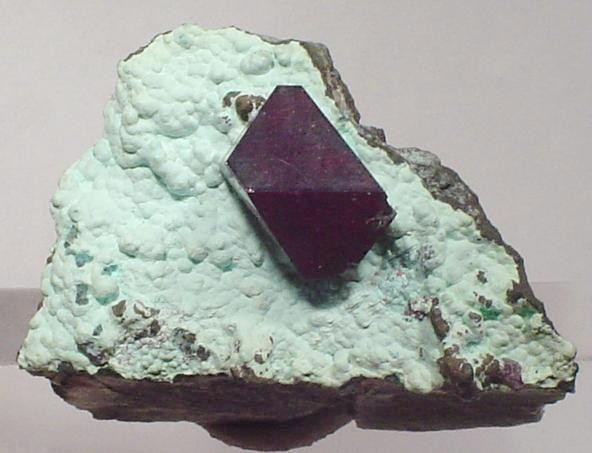
Cuprit-Einzelkristall auf Plancheit aus Kamoto Fond (Größe: 4,3 × 2,7 × 2,6 cm)

Kamoto Principal wurde als Tagebau besonders in Bezug auf die Minerale Malachit, Cuprit sowie Cobaltocalcit abgebaut. Bis Oktober 1990 wurde Kamoto Principal auch als Untertagebau betrieben, hier unter dem lokalen Namen Kamoto Fond. Aus Kamoto Fond sind zentimetergroße, hochglänzende Carrollit-Kristalle in Paragenese mit scharf ausgebildetem Bornit bekannt. In Hohlräumen von massivem Cuprit kristallisierte häufig Plancheit (Katangit) sowie Malachit. Darüber hinaus kristallisierte Chalkosin in Kamoto Fond in über zehn Zentimeter großen Aggregaten.

## Kamoto Nord
Kamoto Nord wurde als erste Erweiterung des Tagebaus Kamoto Principal eröffnet. Hier wurden Urananreicherungen, insbesondere Uranophan in bis zu zwei Zentimeter großen Kristallen, gefunden. Des Weiteren fanden sich bis zu einen Zentimeter große Bornit-Kristalle auf Calcit.

## Kamoto Ost
Kamoto Ost stellt die zweite Erweiterung des Tagebaus Kamoto Principal dar. Er wurde bis in die 1980er Jahre bis zur Erschöpfung betrieben. Mineralogisch wurde dort 1982, in einer ansonsten tauben Zone, eine Uran-Anreicherung entdeckt, die zum damaligen Zeitpunkt vier neue Uran-Seltenerd-Mineralien hervorbrachte:
- Astrocyanit-(Ce) Cu2(Ce,Nd,La)2(UO2)(CO3)5(OH)2·1,5(H2O)
- Françoisit-(Nd) (Nd, Y, Sm, Ce)(UO2)3|(O)(OH)|(PO4)2·6H2O
- Kamotoit-(Y) Y2(UO2)4(CO3)3(OH)8·10–12(H2O)
- Shabait-(Nd) Ca(Nd,Y)2(UO2)(CO3)4(OH)2·6(H2O)

Kamoto Ost gilt daher als Typlokalität für diese Minerale. Für Astrocyanit-(Ce) und Shabait-(Nd) ist Kamoto Ost zudem der bisher weltweit einzige bekannte Fundort (Stand: Juli 2014).

## K.O.V.
K.O.V. (Kamoto Oliveira (Name einer Scholle im Bereich des Abbaus, benannt nach einem Prospektor) Virgule (Name der Hauptlagerstätte)) wurde 1982 als Tagebau eröffnet. Er verbindet die Abbauten von Kamoto mit denen von Musonoi. K.O.V. lieferte 1987 Roubaultit-Kristalle von bis zu sieben Millimeter Größe. K.O.V. ist bis heute in Betrieb.

## Mupine
Mupine ist wirtschaftlich wie mineralogisch von nur untergeordneter Bedeutung. Sie wurde zwischen 1953 und 1982 abgebaut. Die Mineralogie entspricht der von Musonoi. Hier wurde Sphärocobaltit und Cobaltocalcit gefunden.

## Heute
Heute baut Katanga Mining Limited in Kamoto Kupfer und Cobalt ab.

## Weitere Mineralfunde
In den Minen von Kamoto wurden insgesamt 40 anerkannte Minerale entdeckt, insbesondere Kupfer-, Cobalt- und Uranminerale. Unter den Kupfer und Cobaltmineralen sind dies neben dem bereits genannten Carrollit unter anderem noch Kolwezit und Libethenit. An Uranmineralen konnten neben Uranophan unter anderem noch Becquerelit, Billietit, Cuprosklodowskit, Curit, Francevillit, Masuyit, Metastudtit, Sklodowskit, Soddyit, Vandenbrandeit und Zeunerit gefunden werden.